# Gibbermastigusa lateralis
Gibbermastigusa
Genre
Espèce
Gibbermastigusa lateralis, unique représentant du genre Gibbermastigusa, est une espèce fossile d'araignées aranéomorphes de la famille des Dictynidae.

## Distribution
Cette espèce a été découverte dans de l'ambre de la mer Baltique. Elle date du Paléogène.

## Publication originale
- (en) Wunderlich, 2004 : Fossil spiders of the family Dictynidae s. l., including Cryphoecinae and Hahniinae in Baltic and Dominican amber and copal from Madagascar, and on selected extant Holarctic taxa, with new descriptions and diagnoses. Beiträge zur Araneologie, vol. 3, p. 1380–1482.